# Esta es mi familia
Esta es mi familia fue un programa de televisión chileno, perteneciente al género del docu-reality, conducido por Katherine Salosny y emitido por Televisión Nacional de Chile (TVN). El programa mostraba en cada capítulo un grupo familiar, con el fin de mostrar las distintas realidades sociales de Chile.
La primera temporada constó de 12 capítulos emitidos todos los lunes a las 22:40, entre el 22 de marzo y el 31 de mayo de 2010, muchas veces liderando la sintonía en su horario.[cita requerida] El programa fue renovado para una segunda temporada en 2011.

## Controversia
El capítulo emitido el lunes 3 de mayo de 2010, se centraba en una familia de clase alta de Curicó, siendo la hija mayor el eje central de la historia, quien le exigía a sus padres festejar sus 16 años con una gran fiesta a la que asistirían más de 200 invitados, pero ellos no querían por haber repetido de curso. La personalidad fuerte de la adolescente, hizo que una vez emitido el capítulo que promedió 18,6 puntos, el público manifestara su rechazo a la niña a través de redes sociales como Facebook, Twitter, foros y blogs.[cita requerida]
Salosny salió en defensa de la niña en el programa Buenos días a todos, sin embargo, sus padres decidieron interponer una demanda al canal por la edición del programa, argumentando que solo se centraron en mostrar la mala conducta de la niña, creando así, una falsa imagen de ella, lo que le trajo grandes problemas como el bullying virtual de desconocidos.[cita requerida]